# Phymaspermum villosum
Phymaspermum villosum là một loài thực vật có hoa trong họ Cúc. Loài này được (Hilliard) Källersjö miêu tả khoa học đầu tiên năm 1986.